# Герб Нових Стрілищ
Герб Нових Стрілищ — символ селища Нові Стрілища Львівської області. Затверджений 18 квітня 1996 року рішенням сесії селищної ради. 
Автор проекту — А. Гречило

## Опис
У синьому полі спинається золотий лев з червоними пазурами та язиком і натягує передніми лапами золоту стрілу на такому ж луці.

## Зміст
Символ розкриває назву поселення (герб є промовистим). Герб опрацьовано на основі сюжету з печатки містечка з документів ХІХ ст.